# Osiny (Starachowice)
Pour les articles homonymes, voir Osiny.
Osiny est une localité polonaise de la gmina de Mirzec, située dans le powiat de Starachowice en voïvodie de Sainte-Croix.